# Bakov nad Jizerou město
Bakov nad Jizerou město – przystanek kolejowy w miejscowości Bakov nad Jizerou, w kraju środkowoczeskim, w Czechach. Znajduje się na wysokości 225 m n.p.m..
Jest zarządzany przez Správę železnic. Na przystanku nie ma możliwości zakupu biletów, a obsługa podróżnych odbywa się w pociągu. 

## Linie kolejowe
- 063 Bakov nad Jizerou – Kopidlno
- 070 Praha – Turnov